# チョコボと魔法の絵本
『チョコボと魔法の絵本』（チョコボとまほうのえほん）は、スクウェア・エニックスが発売したニンテンドーDS用アドベンチャーゲームのシリーズ。ファイナルファンタジーシリーズ（以下、FFシリーズ）に登場するチョコボが絵本の世界で冒険する。

## シリーズ作品
ゲームボーイアドバンス版『チョコボランド』から約4年ぶりとなるチョコボシリーズ。キャラクターデザインは定番となった板鼻利幸が担当。そのデザインは『チョコボの不思議なダンジョン2』から若干アレンジされている。
- チョコボと魔法の絵本（2006年12月14日発売）
- チョコボと魔法の絵本 魔女と少女と5人の勇者（2008年12月11日発売）

欧米ではシリーズ名が "Final Fantasy Fables" となっており、『チョコボの不思議なダンジョン 時忘れの迷宮』もこのシリーズに含まれている。カードバトル「ポップアップデュエル」の搭載や、FFシリーズではお馴染みのキャラクター「シド」が本シリーズでは共通して青年の姿で登場することなども特徴となっている。
この項目では本シリーズに関連する作品として、ゲーム内のカードバトル「ポップアップデュエル」、およびそのPCオンラインゲーム版『ポップアップデュエルオンライン』についても記述する。

## チョコボと魔法の絵本
『チョコボと魔法の絵本』は、2006年12月14日に発売されたニンテンドーDS用ゲームソフト。欧米では2007年に "Final Fantasy Fables: Chocobo Tales" として発売された。

### ストーリー
ゲームの舞台となるのは、シロマ、クロマ、チョコボたちが暮らす平和な島。ある日、クロマが持ち帰った1冊の絵本を開くと、その場にいたチョコボたちが次々と本の中に吸い込まれてしまう。 なんとその本には、かつて世界の3分の2を灰に変えたという大魔王・ベブズが封印されていたのだった。とは言え、ベブズはまだ完全に復活したわけではない様子。ベブズの復活を阻止し、本に吸い込まれてしまった仲間たちを助けるため、チョコボが絵本の世界を冒険するというのが今作品の概要である。つまり、ゲームの目的はチョコボとなってフィールドのあちこちに散らばった絵本を探し、仲間たちを救い出すことである。

### ミニゲーム
ゲームの目的は、チョコボとなってフィールドのあちこちに散らばった絵本を探し、仲間たちを救い出すことである。見事絵本を見つけたら、絵本の世界へ入ってさまざまなミニゲームに挑戦することができる。

ミニゲームを攻略していくとカードが集まり、ボスを倒すために「ポップアップデュエル」と呼ばれるカードバトルを行なうことになる。ストーリーモードでプロフェッショナル・デッキケースを手に入れるとWi-Fiポップアップデュエルがオープンとなり、ニンテンドーWi-Fiコネクションを使ったポップアップデュエルも可能になる。このポップアップデュエルが本作の中で最も中毒性の高い要素であると言っても過言ではない。ゲームの詳細は#ポップアップデュエルの節を参照。

### キャラクター
チョコボ
好奇心旺盛な物語の主人公。毎回パラレルワールドの新作で冒険しているが、共通して無垢で優しい性格をしている。今作では、島にあるチョコボ牧場で仲間のチョコボ達やシロマ、クロマと共に平和に暮らしているところから物語が始まる。
シロマ
『チョコボの不思議なダンジョン2』から登場したヒロイン。癒しの力を持つ白魔道師の少女。今作では、チョコボ牧場の管理人をしている。
クロマ
世界中を放浪している黒魔道師。デザインは『FFIII』の魔人と『FFIX』のビビの中間。
シド
天才発明家の青年。飛空艇などさまざまな発明品でチョコボ達の冒険をサポートしてくれる。
デブチョコボ
白くて太っているチョコボ。食欲が旺盛。実は兄がいる。
ベブズ
クロマが旅の途中で見つけた言葉を話す邪悪な魔法書。
イルマ
ベブズの復活を予知していた魔女。その巨大な力を操り、全世界を我が物にしようと企んでいる。
チョッカーズ
イルマによってつくられたチョコボ兵達。
ミズーイ・ピーカブ
イルマに育てられたエリートチョコボ。実はピーカブには弟がいる
ヴォルグ
常にイルマに付き添う漆黒のチョコボ。片方の目に傷がある。
ポップアップヒーロー
ポップアップデュエルについてチョコボに教えてくれる謎のヒーロー…だが、格好や口調から正体は丸分かり。

### 音楽
作品中のBGMには、過去のチョコボシリーズで使われた楽曲やファイナルファンタジーシリーズの代表曲などがセレクトされて使われている。『ファイナルファンタジーV』の「ビッグブリッヂの死闘」、『ファイナルファンタジーVI』の「The Decisive Battle」、『チョコボの不思議なダンジョン』の「チョコボの村」など。

## チョコボと魔法の絵本 魔女と少女と5人の勇者
『チョコボと魔法の絵本 魔女と少女と5人の勇者』（- まじょとしょうじょとごにんのゆうしゃ）は、2008年12月11日に発売されたニンテンドーDS用ゲームソフト。前作とストーリー上の繋がりは特にない。『シドとチョコボの不思議なダンジョン 時忘れの迷宮DS+』と通信してポップアップデュエルが遊べる。新たな要素としてプルバックデュエルという対戦システムがある。

### ストーリー
天才絵本作家であるシドが、大ヒットシリーズ「幻想絵本アルヴァニカ」の最新作の執筆中、原因不明の病に倒れてしまう。彼の住むミリオン島に迷い込んだチョコボは、謎の少女シロマと共に、書き換えられた不思議な絵本の中の世界を冒険する。

### キャラクター
チョコボ
主人公。デブチョコボの船に潜り込み、ミリオン島までやって来た。
シロマ（声：平野綾）
突如現れた白魔道師の少女。何者かに書き換えられた絵本の物語を正すため、チョコボに協力を求める。
シド（声：三木眞一郎）
絵本作家。「幻想絵本アルヴァニカ」の最新巻を執筆中に突如謎の病に倒れる。
モーグリ（声：渡辺久美子）
シドの付き人。赤ん坊の頃にシドに拾われた。絵本の各巻には必ず彼をモデルにした人物が登場する。
ゲイル編集長（声：木村雅史）
「幻想絵本アルヴァニカ」を売り出している会社の編集長。「辛抱こそ美徳」をスローガンに掲げている。
秘書ステラ（声：堀越真己）
ノーチラス財団という飛空艇開発会社の秘書。絵本に出てくる飛空艇を実現させるためにシドの元を訪れる。
デブチョコボ（声：茶風林）
「デブチョコ運送」を営む太ったチョコボ。無断で船に乗り込んだチョコボに、「お代は、ミリオン島で起きた出来事を話す」ことで取引をした。ミリオン島のエレベーターの設置・修理もこなす。

#### 「恋に落ちたオオカミ」に登場するキャラクター
イルマ姫（声：小林ゆう）
バルナド王国の王女。
ヴォルグ（声：大塚明夫）
「恋に落ちたオオカミ」の主人公。王宮第一軍「黒き狼」の隊長。
何者かに殺されたバルナド王の体に突きさされた大剣が彼のものであったため、地下牢に入れられてしまう。
モグチョフ大臣（声：渡辺久美子）
バルナド王国大臣。
ギルガメッシュ（声：真殿光昭）
王宮第二軍「冥界の扉」の隊長でかなりの策士。
ある目的を果たすため、陰謀を企てる。物語最後には異形の姿へ変貌しチョコボとヴォルグに闘いを挑む。
ベヒーモス
「冥界の扉」副隊長。ヴォルグ達と敵対する。
エンキド
「黒き狼」副隊長。他の隊員と違い、金色の鎧に身を包んだ戦士。「黒き狼」の「頭脳」と呼ばれている。
ハリー
「黒き狼」隊員。「ナイツオブラウンド」最初の相手。魔女の呪いによりチョコボ化してしまう。
モギー
「黒き狼」隊員。関西弁を喋る。魔女の呪いによりチョコボ化してしまう。
ローチェ
「黒き狼」隊員。魔女の呪いによりチョコボ化してしまう。

#### 「ひとりぼっちのぬいぐるみ」に登場するキャラクター
クロマ（声：渡辺明乃）
「ひとりぼっちのぬいぐるみ」の主人公。黒魔導師の姿をした魔導ぬいぐるみ。
行方不明になったぬいぐるみたちを探しに屋敷の外へ出る決意をする。出生に秘密が隠されており、物語の終盤で明かされる
人形師ネーロ
シー・ズゥの「人形の館」に住む人形師で魔石を使用して動く魔導ぬいぐるみを作っている。
長い間帰っていないようでぬいぐるみたちが心配している。ある事件をきっかけに魔導ぬいぐるみをつくりだす。
モグモグ（声：渡辺久美子）
クロマの親友のぬいぐるみ。「マジカルストーン」という遊びが大好き。
トンベリ
クロマやモグモグの友達。「マジカルストーン」はあまり得意じゃないらしい。
サボテンダー
サボテンのようなぬいぐるみ。クロマやモグモグの友達。
マンドラゴラ
クロマやモグモグの友達。やさしい性格らしい。
カーバンクル
ウサギのようなぬいぐるみ。クロマやモグモグの友達だが、どこか様子がおかしい。
カルコブリーナ
国一つ滅ぼす力を持った魔道人形。体内の魔石が動力源となっている。

#### 「空飛ぶ双子」に登場するキャラクター
ラフィ（声：沢城みゆき）
飛空艇ラグナロクを操る双子の兄で「空飛ぶ双子」の主人公。飛空艇をよく壊しては妹のエリィに怒られる。臆病で弱気な性格。
エリィ（声：沢城みゆき）
飛空艇ラグナロクを操る双子の妹。主にラグナロクの整備を担当する。兄とは正反対の性格で強気。
バハムート先輩（声：伊藤健太郎）
双子の良き理解者である飛空艇乗り。ラフィにロマンカップへの出場を勧める。
デスゲイズ
黒いマントを羽織った男。魔の空域「ゴーグルヒル」にアジトを持つ。
ミズーイ
アーリマンの姿を模した飛空艇の持ち主。ロマンカップ参加許可に向かうラフィ・エリィ達を妨害する。
ピーカブ
ボムの姿を模した飛空艇の持ち主。ミズーイ同様、ラフィ・エリィ達の妨害をする。
ロマン王モグネスク（声：渡辺久美子）
ロマンカップ主催者。ラフィ・エリィの母親と面識がある。

#### 「なまえのない少女」に登場するキャラクター
下記以外に、3冊の絵本に登場したキャラクター達も再び登場する。
大魔導士（声：平野綾）
「なまえのない少女」の主人公。パピニオンに住む凄い力を操る魔導士の少女。自身の名前がなく、どこで生まれたかも分からない。
司祭リッチ（声：緑川光）
大魔導士の側近。大魔導士の権力を利用し高圧な態度を取る。人間を穢れたものと軽蔑している。後に大魔道士の名前をつける人物である。
モグ・リシャス（声：渡辺久美子）
ギランギランのおしゃれ大盗賊、神出鬼没のダークヒーロー。盗賊のわりにはかなりハデな格好。大魔導師の名前を思いつくが、リッチに先に名前をつけられてしまった。
なまえのない魔女（声：平野綾）
今回の騒動の元凶。絵本の世界をめちゃめちゃにしてしまう。絵本の中では白で描かれている。
4つの災厄（炎の災厄イフリート/氷の災厄シヴァ/雷の災厄ラムウ/大地の災厄タイタン）
タイタン以外は本編に登場。自身もチョコボと対面したとき「お前に恨みはないが…」と語っている。
「ホーリーツインクル」で、敵が奪った陣地を無効化する攻撃や、奪われた陣地・無印状態の陣地も塞ぐ攻撃を行うキャラもいる。「ポップアップデュエル」カードや前作に登場した時と容姿が大きく異なる。

## ポップアップデュエル
「ポップアップデュエル」とは、召喚獣の描かれたカードを用いたカードバトルゲーム。15枚1組のデッキからお互いに1枚ずつカードを出し合って戦い、剣・盾・槍のマークが描かれた魔法陣の組み合わせの相性により攻撃の成否が決まり、先に相手のHPを0にしたプレイヤーが勝利となる。
『チョコボと魔法の絵本』以降のチョコボシリーズにてバージョンアップを重ねながら毎回収録されている。対戦形式はフレンド対戦、ライバル対戦、ワールド対戦であり、ニンテンドーWi-Fiコネクションを用いた対戦が可能。ゲームの公式サイトでは対戦結果によるスコアランキングも掲載されている。また全国のDSステーションでレアカードなども配布され、後にコマンド入力によりレアカードを手に入れられることが発表された。
後に単独のPC用オンライン対戦カードゲーム『ポップアップデュエル オンライン』としても、2008年末から行なわれたβテストを経て、正式版が2009年4月6日から2010年5月31日までスクウェア・エニックス メンバーズより運営されていた。PC版のプレイ料金は基本無料・一部アイテム課金。2010年4月27日12:00をもって新規登録とカードパックの販売が終了し、2010年5月31日12:00をもってサービスを終了した。
「ポップアップデュエル」を収録している作品は以下の通り（初出順）。
- チョコボと魔法の絵本（DS）
- チョコボと不思議のダンジョン 時忘れの迷宮（Wii）
- シドとチョコボと不思議のダンジョン 時忘れの迷宮DS+（DS）
- チョコボと魔法の絵本 魔女と少女と5人の勇者（DS）
- ポップアップデュエル オンライン（PC）- サービス終了済。

### バトルのルールと特徴
- 一般的なトレーディングカードゲームと同様15枚のカードによるデッキを組んで対戦を行なうことになる。
- 対戦の流れは、以下のような簡単なものとなっている。
  1. ポップアップフェイズでカードを選んでカードを場に出す。先に出した方が先制攻撃ができる。
  2. マッチングにより相手を攻撃して相手のHPを削る。
  3. どちらかのHPが0になったらエンドフェイズでHPの残っていた方の勝ち。
- 1ターンで選べるカードはデッキの15枚の中からランダムで選ばれる手札3枚のうち一つ。そのターンに使用したカードは山札に行きランダムでまた別のカードが選ばれる。2作目以降は提出するカードとは別に更に1枚を捨てて2枚カードを入れ替えられるようになった。
- 相手が持つ3枚の手札の色のみ分かる。
- マッチングでは攻撃側のカードに書いてある魔法陣のマークと攻撃を受ける側の同じ位置に書いてある魔法陣のマークとを比べることにより攻撃が成功したかど うかが決められる。剣で攻撃した場合、空白なら攻撃成功、同じ剣のマークなら半分のダメージで攻撃でき、盾のマークなら攻撃失敗となる。盾マークによる防御が成功したときのみ攻撃可能なカードも存在する。2作目以降は槍マークが登場する。槍マークは相手が盾マークの場合のみガードブレイクで攻撃が成功する。空白時や槍同士、剣相手には攻撃が発動せず相手の剣マーク攻撃を半減することは出来ない。盾カード同士がマッチングした場合は場の空気が緊張状態になる。緊張状態では次回の攻撃の威力が倍になる。緊張状態が2回連続で発生した場合、次にどちらかの攻撃が成功するまで緊張状態が継続する。
- カードの中には通常の攻撃以外に必殺技や特殊能力を発動できるものもある。
- 各カードはそれぞれ属性のような色によって分かれており赤色、緑色、青色、黄色、灰色とある。これらの色によってカードの特徴や傾向が分かれている。灰色以外のカードはターン終了時に同じ色のクリスタルとなって最大20個まで蓄積される。
- 指定されたクリスタルがそろっていないと能力が発動しないカードも存在する。クリスタルの必要個数とカードの強さは凡そ比例関係にある。
- バフ、デバフが存在し、相手のターンを後攻固定、自分のターンを先攻固定、各属性のダメージ倍、クリスタルアビリティ使用不可などの効果が存在する。ただしいずれの状態も1ターン限りで終了する。